# Hallsjön (Timmersdala socken, Västergötland)
Hallsjön är en sjö i Skövde kommun i Västergötland och ingår i Göta älvs huvudavrinningsområde.